# Туба (ємність)
Ту́ба (від фр. tube – труба), тю́бик — м'яка металева трубка для зберігання напіврідких або в'язких речовин.

## Історія
Тубу винайшов 1841 року Джон Ренд, американський художник -портретист. Він вигадав стиснуту металеву трубку для фарб. 1870 року Генрі Палмер (Стіллвотер (Нью-Йорк)) запатентував розбірну «капсулу» з гвинтовою верхньою частиною, призначену для зберігання згущених лікарських екстрактів. Як матеріал він запропонував використовувати олово.
1889 року компанія Johnson & Johnson представила зубну пасту у тюбику.

## Використання
Лікарські препарати
Туби використовуються для фасування м'яких лікарських препаратів (мазей, кремів, гелів тощо). М'які лікарські форми випускають переважно в алюмінієвих тубах і склотарі (використовують банки з скломаси або з дрота). Алюмінієві туби виготовляють у двох варіантах: звичайні і з подовженим носиком. Внутрішня поверхня туб покрита захисним шаром лаку, а зовнішня — декоративної стійкою емаллю, на яку наносять маркування.